# Казе ал Лаго (Белуно)
Казе ал Лаго (итал. Case al Lago) је насеље у Италији у округу Белуно, региону Венето.
Према процени из 2011. у насељу је живело 14 становника. Насеље се налази на надморској висини од 397 м.